# Військова диктатура
Військо́ва диктату́ра  — форма правління, за котрої владу формують насамперед представники Збройних сил. Спирається на військово-політичний режим і монопольне панування військових кіл. У державах з такою формою правління відсутні чи лише формально існують представницькі органи влади, а дію конституції та інших законодавчих актів скасовано або припинено. Влада, згідно законодавства, застосовує фізичний і моральний терор, масові репресії.
Такі режими встановлюються в умовах різкого загострення протиріч у суспільстві, нездатності правлячого режиму керувати суспільними процесами, погіршення матеріального становища більшості населення, втрати довіри до органів влади і закріплення у свідомості людей уявлень про рятівну роль «сильної руки».
Прикладами військових диктатур називають політичні режими в Латинській Америці XIX—XX ст. (Батисти на Кубі, Сомоси в Нікарагуа, Піночета в Чилі), а також Франко в Іспанії (1939—79), «чорних полковників» у Греції (1967—74). Військова диктатура разом з методами відкритого збройного насильства, розрахованого на залякування і знищення непокірних, використовує широкий спектр засобів пропаганди та соціальної демагогії, за допомогою яких суспільній та індивід, свідомості нав'язуються уявлення, що виправдовують військово-тоталітарний режим, створюють видимість його легітимності. Так, хунта «чорних полковників» у Греції свій репресивний «порядок» намагалася подати як державу «нової демократії», провела референдум щодо нової конституції (1968), «узаконивши» своє перебування при владі. Аналогічний псевдореферендум провів Августо Піночет (1980).

## Сучасна військова диктатура
- Таїланд (Військовий переворот у Таїланді 2014)
- М'янма (Військовий переворот у М'янмі (2021))